# Савватеев, Юрий Александрович
Юрий Александрович Саввате́ев (род. 4 мая 1936 или 1936, Бор, Ленинградская область) — российский учёный-археолог, историк, Заслуженный деятель науки Карельской АССР (1986), Заслуженный деятель науки Российской Федерации (1999), директор Института языка, литературы и истории Карельского научного центра РАН (1988—2005).

## Биография
Родился 4 мая 1936 года в деревне Бор Бокситогорского района Ленинградской области.
Окончил в 1958 году историческое отделение филологического факультета Петрозаводского государственного университета.
С 1958 года работает в Институте языка, литературы и истории Карельского научного центра РАН. В 1970 году защитил кандидатскую диссертацию на тему «Проблемы петроглифов Карелии», в 1986 году защитил докторскую диссертацию на тему «Наскальные изображения Фенноскандии (охотничья традиция)».
В 1960—1980-х годах проводил раскопки древних поселений в районах Карелии. Экспедициями под руководством Ю. А. Савватеева были открыты новые скопления наскальных изображений (петроглифов) в низовье реки Выг (Залавруга) и на восточном берегу Онежского озера (Онежские петроглифы).
В 1988—2005 годах — директор Института языка, литературы и истории Карельского научного центра РАН.
С 1993 года в составе Государственного экспертного совета при Президенте РФ по особо ценным объектам культурного наследия народов Российской Федерации.
В 1997—2004 годах — заместитель главного редактора энциклопедии «Карелия».

## Основные научные труды
Область научных исследований Ю. А. Савватеева — наскальные изображения, археология Карелии. Является автором нескольких книг и более 100 научных публикаций.
- Савватеев Ю. А. Рисунки на скалах. — Петрозаводск: Карельск. кн. изд-во, 1967. — 168, [24] с.
- Залавруга. В 2 т. — Л., 1970, 1976.
  - Савватеев Ю. А. Залавруга: Археологические памятники низовья реки Выг / АН СССР. Карельск. филиал. Ин-т языка, литературы и истории. — Л.: Наука. Ленингр. отд-ние, 1970. — 444 с.
  - Савватеев Ю. А. Залавруга: Археологические памятники низовья реки Выг. Часть вторая: Стоянки. — Л.: Наука. Ленингр. отд-ние, 1977. — 324 с.
- Савватеев Ю. А. Наскальные рисунки Карелии. — Петрозаводск: Карелия, 1984. — 216 с.
- Савватеев Ю. А. Каменная летопись Карелии: Петроглифы Онежского озера и Белого моря / Худож. Д. М. Плаксин; Подготовка оригиналов наскальных рисунков к печати С. И. Зиначева и Д. М. Плаксина. — Петрозаводск: Карелия, 1990. — 120 с. — 10 000 экз. — ISBN 5-7545-0316-4.
- Вечные письмена (наскальные изображения Карелии). — Петрозаводск: КарНЦ РАН, 2007. — 464 с.

и другие.